# Jekaterina Georgijewna Czerniakowska-Reinecke
Jekaterina Georgijewna Czerniakowska-Reinecke, geboren Reinecke, (russisch Екатерина Георгиевна Рейнеке-Черняковская; * 3. Oktoberjul. / 15. Oktober 1892greg. in Konin, Gouvernement Kalisch; † März 1942 in Leningrad) war eine russische bzw. sowjetische Botanikerin und Systematikerin.
Ihr botanisches Autorenkürzel lautet „Czerniak.“.

## Leben
Reinecke studierte in St. Petersburg in den Höheren Naturwissenschaftlichen Kursen für Frauen der Baronessa Marija Alexandrowna Lochwizkaja-Skalaja mit Abschluss und war ab 1913 Mitarbeiterin des Kaiserlichen Botanischen Gartens (nach der Oktoberrevolution Botanischer Hauptgarten der RSFSR).
Reinecke nahm 1924 an der Expedition in die Turkmenische Oblast der ASSR Turkestan teil und gehörte 1924–1925 der Expedition nach Persien an.
Darauf arbeitete Reinecke im Herbarium des Leningrader Botanischen Instituts der Akademie der Wissenschaften der UdSSR. Sie beteiligte sich an der Erstellung des 30-bändigen Werks über die Flora der UdSSR.
Während des Deutschen Angriffskriegs gegen die Sowjetunion blieb Reinecke im belagerten Leningrad. Die Bestände des Herbariums wurden nicht evakuiert, sodass die wertvollsten Objekte im Keller untergebracht wurden und ein Teil der Sammlung für eine mögliche Evakuierung verpackt wurde. Reinecke starb im März 1942 an Dystrophie und wurde auf dem Serafimowskoje-Friedhof begraben.

## Nach Reinecke benannte Pflanzen-Arten
- Cousinia czerniakowskae Kult.
- Dactylorhiza czerniakowskae Aver.
- Matthiola czerniakowskae Botsch. & Vved.
- Pyrethrum czerniakowskae Krasch. ex Czerniak.
- Veronica czerniakowskiana Monjuschko